# Stoicho Breskovski
Stoicho Vassilev Breskovski (translitera al idioma búlgaro: Стойчо Василев Бресковски, Granit, provincia de Stara Zagora, Bulgaria, 25 de diciembre de 1934 - Sofia, Bulgaria, 15 de enero de 2004) fue un paleontólogo búlgaro.

## Biografía
Sus estudios universitarios los cursó en Sofia, donde recibió la enseñanza de geología. Trabajos prácticos seguidos por varios meses de trabajos de campo en toda la Bulgaria sirvieron de base para comenzar sus estudios sobre el Cretácico, particularmente en la Bulgaria, y despertaron su pasión por la estratigrafía de amonites que mantuvo de por vida. Se doctoró en 1974 con una tesis sobre la bioestratigrafia del Barremiense en parte del nordeste de Bulgaria. Fue experto en amonites del periodo Cretácico inferior. En 1975 es nominado investigador y curador paleontólogo del Museo Nacional de Historia natural, cargo que ocupó durante veinte años. Participó en varias expediciones, especialmente a Siberia, Georgia y Cuba para el estudio de los amonites.
Las creaciones taxonómicas de amonites de Dr Breskovski incluyen:
Familias y Subfamilias nuevas: 6.
Géneros y Subgéneros nuevos: 10.
Especies y Subespecies nuevas o referidas a otros géneros: 26.

## Taxones eponímicos
- Breskovskiceras Vermeulen et Lazarin, 2007
- Plesiospitidiscus breskovskii Cecca et al., 1998
- Montanesiceras breskovskii Vašiček et al., 2013

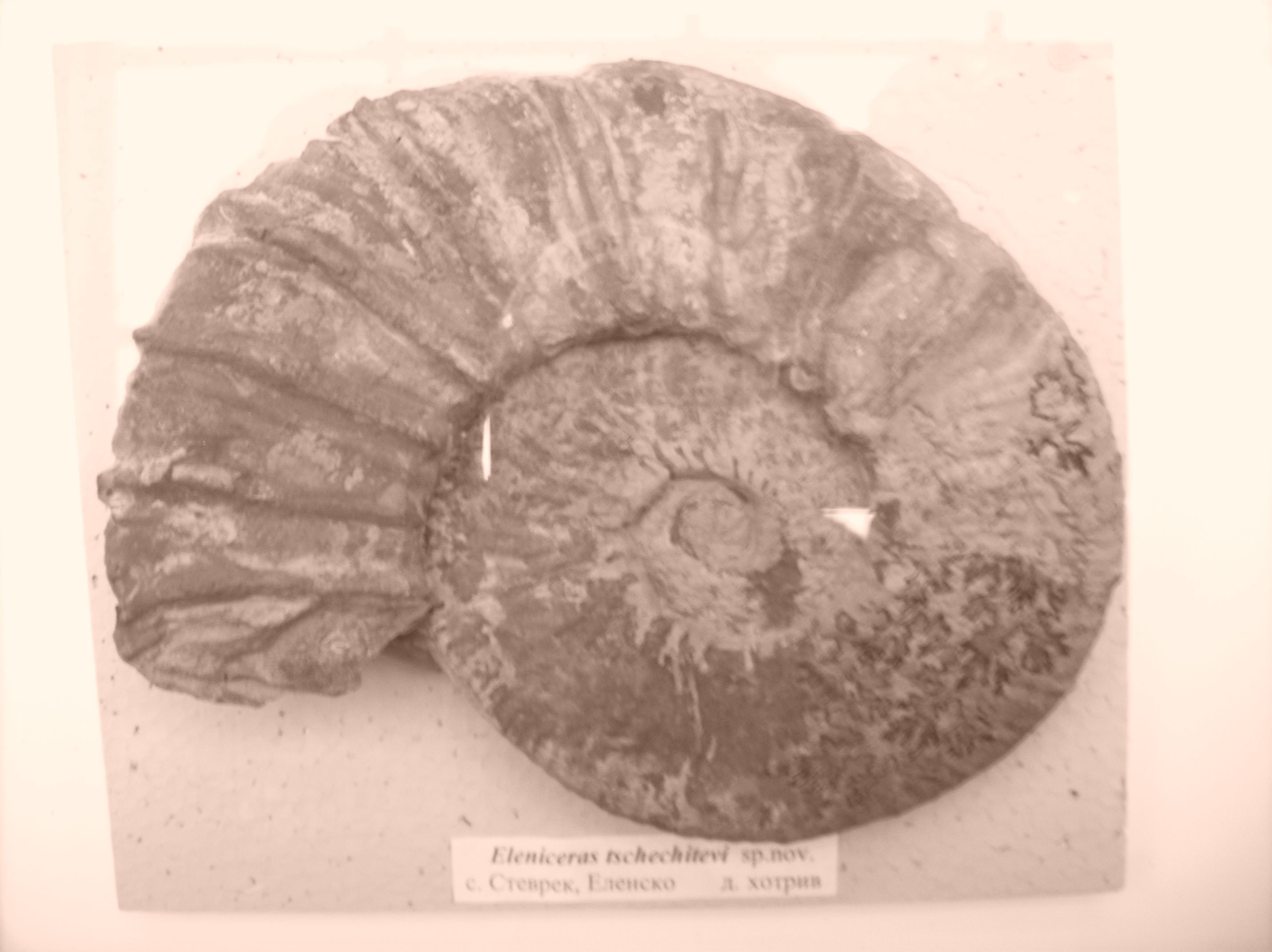
Eleniceras tschechitevi, Museo de Paleontología de la Universidad de Sofia "San Clemente de Ohrid"

## Publicaciones
- V. Tzankov, S. Breskovski. 1985. Ammonites des familles Holcodiscidae Spath, 1924 et Astieridiscidae Tzankov & Breskovski, 1982. II. Description paléontologique, Geologica Balcanica, 15 (5 ): 3-53
- V. Tzankov, S. Breskovski. 1985. Ammonites des familles Holcodiscidae Spath, 1924 et Astieridiscidae Tzankov & Breskovski, 1982. I. Stratigraphie et notes phylogénétiques, Geologica Balcanica, 15 (3 ): 45-62
- V. Tzankov, S Breskovski. 1982. Volume et contenu de la famille Holcodiscidae Spath, 1924, C.R. Acad. bulg. Sci., 35 ( 4): 491-93
- St. Breskovski (1967), Eleniceras - genre nouveau d'ammonites hautériviens, Bull. Geol. Inst., Ser. Paleontology, 16: 47-52
- St. Breskovski (1977), Genres nouveaux du Crétacé inférieur de la famille Desmoceratidae Zittel, 1895 (Ammonoidea). C.R. Acad. bulg. Sci., 30, 10; 1463-65
- St Breskovski (1977), Sur la classification de la famille Desmoceratidae Zittel, 1895 (Ammonoidea, Crétacé), C. R. Acad. bul. sci, 30, 6: 891-4
- S. Breskovski, T. Nikolov. 1978. On a new ammonite species - Tropaeum rasgradensis sp. n. (Ammonoidea) from SE Bulgaria, C. R. Acad. bulg. sci. 31, 7; 901-3
- Стойчо Бресковски. 1966. Биостратиграфия на барема южно от Брестак, Варненско [Bioestratigrafía de Barrémien al sud de la ciudad de Brestak, región de Varna], Тр. Геолог Бълг., сер. Палеонтология, 8, 71-121

## Abreviatura (zoología)
La abreviatura Breskovski  se emplea para indicar a Stoicho Breskovski como autoridad en la descripción y taxonomía en zoología.